# Варнеке, Борис Васильевич
Бори́с Васи́льевич Ва́рнеке (3 [15] июня 1874, Москва — 31 июля 1944, Киев) — русский и советский филолог-классик, историк театра. Заслуженный деятель науки Украинской ССР (1941).

## Биография
Родился 3 (15) июня 1874 года в Москве. С детства играл в театре: с 7 лет был статистом в опереточной труппе М. В. Лентовского. Затем учился во 2-й московской прогимназии на Якиманке, где его первым преподавателем латыни стал А. Н. Шварц, но когда вышел циркуляр от 18 июня 1887 года («о кухаркиных детях») был вынужден вернуться в театр. Однако по протекции Ф. Е. Корша он удивительным образом был принят в старший класс 1-й Московской гимназии. Далее, при поддержке директора гимназии И. О. Гобзы, в 1894 году Варнеке получил аттестат зрелости и поступил в Петербургский историко-филологический институт, где обучался у Ф. Ф. Соколова и Ф. Ф. Зелинского и который окончил в 1898 году. Преподавал древние языки в 5-й петербургской гимназии и в Николаевской царскосельской гимназии (январь 1902 — август 1904) во время директорства в ней И. Ф. Анненского. Затем был профессором Казанского университета (1904—1910). В апреле 1910 г. по представлению Э. Р. фон Штерна, благодаря благожелательным рекомендациям Ю. А. Кулаковского и Ф. Ф. Зелинского, единогласно избран ординарным профессором Новороссийского университета (Одесса) по кафедре классической филологии.
Исследователь древностей Причерноморья. С 1919 года член Таврической учёной архивной комиссии, позднее сотрудничал с Таврическим обществом истории, археологии и этнографии. 
Б. В. Варнеке оставил воспоминания о Н. С. Лескове, Д. Н. Мамине-Сибиряке, П. П. Гнедиче, Д. Н. Овсянико-Куликовском, К. Д. Бальмонте, П. А. Стрепетовой и др. Писал рецензии на трагедии И. Ф. Анненского, с которым состоял в переписке.
В 1929 году кандидатура Б. В. Варнеке обсуждалась при выдвижении в академики Всеукраинской академии наук (ВУАН).
В советское время Б. В. Варнеке был заведующим художественным советом одесских театров (1919), председателем худсовета Одесского театра оперы и балета (1934—1935), председателем театральной секции при Одесском областном пушкинском комитете (1937), преподавал в Одесском театральном техникуме/ училище.
К 1940 году список трудов Варнеке насчитывал более 250 публикаций (не считая газетных статей и библиографических заметок) по истории античного и российского театра, истории западноевропейской, русской и украинской литературы, истории искусств и археологии.
В 1920 - 1941 годах преподавал в Одесском институте народного образования, Одесскому институте социального воспитания, Одесском педагогическом институте.
В период Великой Отечественной войны он остался в оккупированной Одессе и работал в открытом Румынской администрацией Румынском королевском университете, а также формально состоял членом пропагандистско-исследовательского Антикоммунистического института (или Института антикоммунистической пропаганды). После освобождения Одессы в 1944 году Б. В. Варнеке был арестован по обвинению в измене Родине и этапирован в Киев, где и умер 31 июля в больнице при областной Лукьяновской тюрьме.
29 ноября 1955 г. учёный был реабилитирован «за недоказанностью предъявленного обвинения».

## Семья
- Жена — Елена Сергеевна Варнеке (урожд. Матросова).

- Сын  — Александр  Борисович Барнеке.

### Варнеке об Иннокентии Анненском
- Иннокентий Анненский в неизданных воспоминаниях Б. В. Варнеке[8]
- Некролог // Журнал Министерства народного просвещения. — ч. XXVI, 1910, март, отд. IV. — С. 37—48